# Os articulare

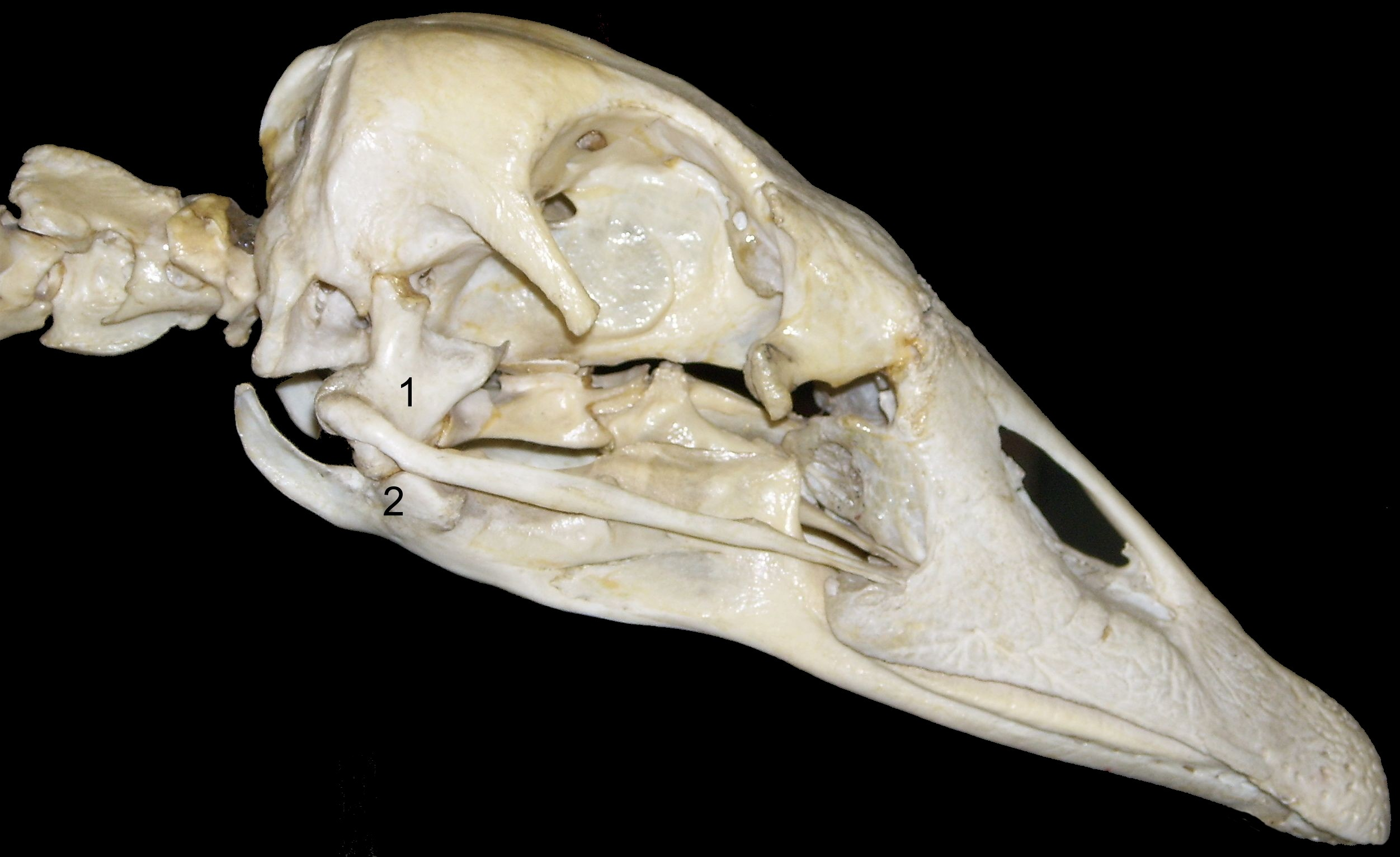
Primäres Kiefergelenk einer Hausgans:
1 Os quadratum
2 Os articulare

Das Os articulare (lat. für „Gelenkbein“, Kurzform Articulare) ist ein Knochen des Schädels der Fische, Amphibien, Reptilien und Vögel. Seine Gelenkfläche (Facies articularis quadratica) bildet mit dem Os quadratum das primäre Kiefergelenk.
Bei den Säugetieren ist das Os articulare nicht ausgebildet. Nach der Reichert-Gauppschen Theorie bildet sich aus dem Os articulare bei Säugetieren das Gehörknöchelchen Hammer.